# Priyanka Chopra
Priyanka Chopra, coniugata Jonas (in hindī प्रियंका चोपड़ा; Jamshedpur, 18 luglio 1982), è una modella, attrice e cantante indiana, vincitrice del concorso di bellezza Miss Mondo 2000.
È la prima attrice di Bollywood ad aver vinto cinque Filmfare Awards in cinque categorie diverse (miglior attrice debuttante, migliore interpretazione in un ruolo negativo, miglior attrice, Premio della critica per la migliore attrice e Miglior attrice non protagonista). Nel 2015 è protagonista della serie TV statunitense Quantico. È ambasciatrice di buona volontà dell'UNICEF.

## Biografia
Priyanka è nata nel 1982 da Ashok e Madhu Chopra, entrambi medici nell'esercito indiano. Ha un fratello, Siddharth, di sette anni più giovane. Ha trascorso l'infanzia, seguendo la famiglia, spostandosi in numerose città indiane per poi, all'età di 13 anni, trasferirsi per tre anni negli Stati Uniti, ospite da una zia. Qui ha vissuto a Newton (Massachusetts), Cedar Rapids (Iowa) e New York.

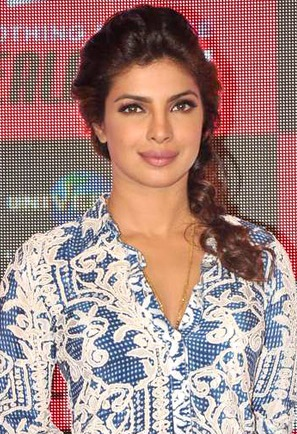
Priyanka Chopra nel 2013

Dopo essere tornata in India, si è diplomata alla Army Public School di Bareilly. Ha conquistato la popolarità internazionale vincendo il titolo di Miss Mondo 2000. In precedenza era stata eletta anche Femina Miss India World. Curiosamente lo stesso anno le connazionali Lara Dutta e Diya Mirza Handrich vinsero i titoli rispettivamente di Miss Universo e Miss Asia Pacific, realizzando una storica tripletta per l'India.

### Carriera cinematografica
Il suo esordio cinematografico è avvenuto nel 2002 con il film Thamizhan. L'anno seguente, esordisce a Bollywood con The Hero: Love Story of a Spy, a cui segue la pellicola di successo Andaaz, per il quale ha vinto il Filmfare Award per la miglior attrice debuttante. Nel 2004, è diventata la seconda donna a vincere il premio Filmfare Best Villain Award, che ha ricevuto per la sua interpretazione in Aitraaz. Chopra in seguito ha ottenuto anche altri successi commerciali grazie a pellicole come Mujhse Shaadi Karogi (2004), Krrish (2006) e Don - The Chase Begins Again.

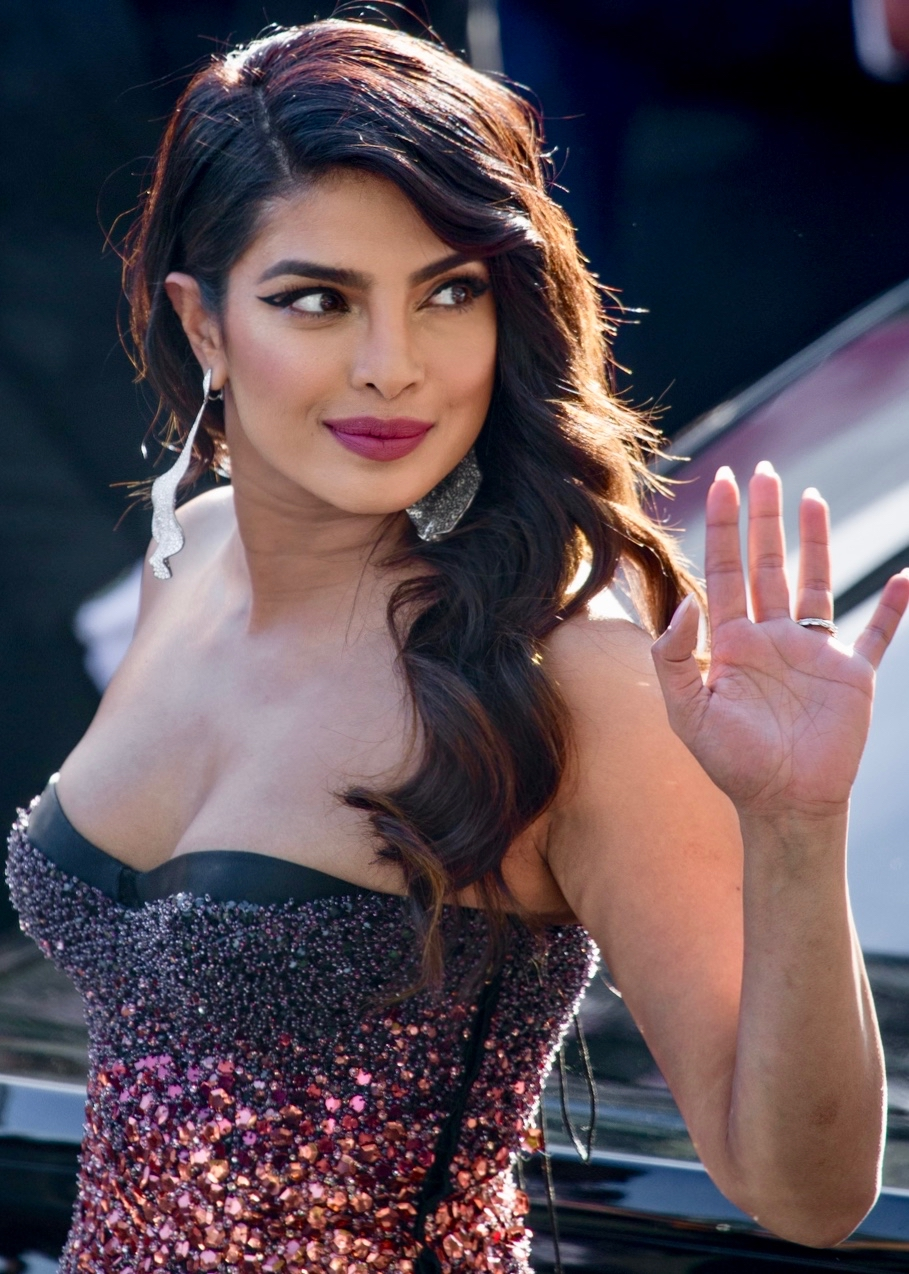
Priyanka Chopra al Festival di Cannes 2019

Chopra ha ottenuto anche il Filmfare Award per la miglior attrice e un National Film Award for Best Actress per la sua interpretazione in Fashion (2008), premio che l'ha resa una delle più importanti attrici contemporanee di Bollywood. Nel 2010 è nominata Ambasciatore di buona volontà dell'UNICEF. Ha all'attivo anche una carriera musicale e collaborazioni con Will.i.am e Pitbull.
Nel 2015 è la protagonista della serie TV americana Quantico, prodotta dalla ABC, diventando la prima donna del Sud asiatico a ricoprire il ruolo principale di una rete americana. Nella prima stagione un gruppo eterogeneo di reclute dell'FBI comincia la propria formazione presso la base di Quantico. Sono tutti brillanti e preparati, ma uno di loro sarà responsabile nel futuro dell'esplosione al Grand Central Terminal. Priyanka Chopra interpreta l'agente Alex Parrish, sospettata di aver progettato il più grande attacco terroristico dopo gli attentati dell'11 settembre 2001.
Nel 2021 compare nel film Matrix Resurrections, interpretando Sati da adulta che Neo aveva già incontrato da bambina nel terzo capitolo ed era interpretata dall'attrice Tanveer K. Atwal.

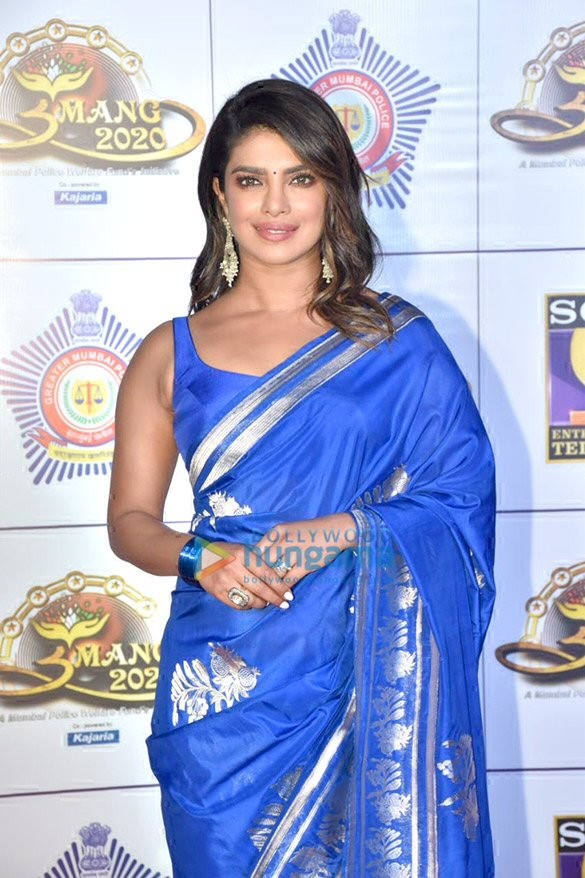
Priyanka Chopra nel 2020

### Carriera musicale
Nel luglio del 2012, Chopra diventa la prima celebrità di Bollywood a firmare un contratto con la Creative Artists Agency, un'agenzia di intrattenimento e di sport di Los Angeles. Viaggia negli Stati Uniti per lavorare al suo album, collabora con Sam Watters, Matthew Koma e Jay Sean. L'album sarà prodotto da RedOne. Il suo primo singolo, "In My City", ha esordito negli Stati Uniti il 13 settembre 2012 in uno spot televisivo della NFL Network, del Thursday Night Football. Nella canzone c'è anche la partecipazione del rapper Will.i.am. La canzone riceve varie recensioni dai critici e un grande successo commerciale in India, vendendo più 130 000 copie la prima settimana. Nel dicembre 2012 riceve tre nomination: Best Female Artist, Best Song and Best Video (per "In My City") ai World Music Awards. Lo stesso anno canta in  lyricswoow (archiviato dall'url originale il 12 giugno 2021) collaborazione una canzone EDM prodotta dai DJ e produttori americani The Chainsmokers intitolata "Erase".
Nel luglio 2013, Chopra pubblica il suo secondo singolo "Exotic" con il rapper americano Pitbull, che esce anche in video musicale."Exotic" ha esordito al 16º posto sulla Hot Dance/Electronic Songs e all'11º posto della Dance/Electronic Digital Songs classifica, nel 27 luglio 2013. Il singolo è entrato anche alla Billboard Canadian Hot 100 al 74º posto. Il suo terzo singolo è una cover di Bonnie Raitt "I Can't Make You Love Me" uscita nell'aprile 2014. La canzone ha raggiunto la posizione 28 sulla Billboard Hot Dance/Electronic Songs classifica.

### Scrittura
Nel 2009 Chopra ha iniziato a tenere una rubrica settimanale "The Priyanka Chopra Column", per l'Hindustan Times. Dopo il suo primo anno ha dichiarato: "Sono una persona riservata e non ho mai pensato di poter esprimere i miei sentimenti, ma stranamente, ogni volta che mi sono seduta per scrivere questa colonna, i miei pensieri interiori sono venuti alla ribalta". Nel marzo 2009, ha incontrato diversi lettori che avevano inviato feedback sulla sua rubrica settimanale.
Ha continuato a scrivere sporadicamente per i giornali. Nell'agosto 2012 ha scritto una rubrica pubblicata sul Times of India intitolata "Nessuna donna si sente più al sicuro a Mumbai", discutendo dell'omicidio della venticinquenne Pallavi Purkayastha, che ha incontrato mentre lavorava su Don. Nell'articolo, Chopra ha espresso le sue opinioni sulla sicurezza delle donne nelle città. In un articolo di luglio 2014 pubblicato su The Guardian, Chopra ha criticato le mutilazioni genitali femminili e il matrimonio infantile. Più tardi quello stesso anno, Chopra scrisse un editoriale per il New York Times intitolato "What Jane Austen Knew" circa l'importanza dell'istruzione per le bambine. Ha elogiato e citato i vincitori del premio Nobel per la pace Malala Yousafzai e Kailash Satyarthi e ha descritto come il suo desiderio di aiutare gli altri sia stato innescato quando, a soli nove anni, si è unita ai suoi genitori mentre dedicavano il loro tempo libero per offrire assistenza sanitaria moderna ai poveri delle aree rurali.
Alla fine del 2014 Chopra ha iniziato a scrivere una rubrica mensile, Pret-a-Priyanka, per Elle. In un articolo pubblicato a gennaio 2015, ha espresso le sue opinioni su diversità ed essere un cittadino globale. Nel giugno 2018 è stato annunciato che Chopra pubblicherà il suo libro di memorie intitolato Unfinished, che dovrebbe essere pubblicato nel 2019 da Penguin Books in India, Ballantine Books negli Stati Uniti e Michael Joseph nel Regno Unito.

## Vita privata

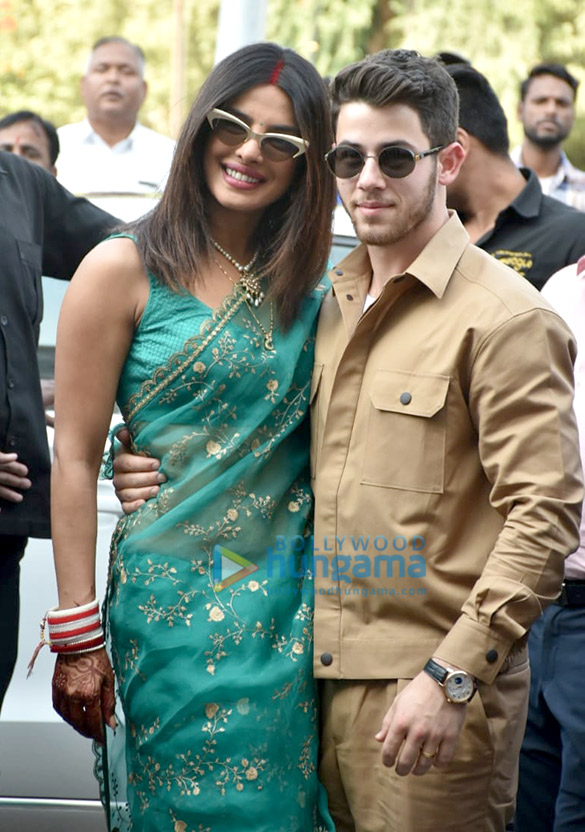
Priyanka Chopra con il marito Nick Jonas nel 2018

Chopra ha un forte legame con la sua famiglia, incluso il fratello minore, Siddharth, che vive in un appartamento sullo stesso piano della sua famiglia. Era particolarmente vicina a suo padre, che morì nel giugno 2013; nel 2012, si è fatta un tatuaggio con la scritta "Daddy's lil girl", nella sua grafia. Non avendo in famiglia dei parenti con pregresse esperienze cinematografiche, si descrive come una donna autoprodotta. Sua madre, una ginecologa affermata a Bareilly, abbandonò la sua pratica per sostenere Chopra mentre intraprendeva una carriera cinematografica.
Essendo un'indù praticante, Chopra esegue una puja ogni mattina in un piccolo santuario composto da varie murtis di divinità indù nella sua casa. Sebbene sia nota per il suo atteggiamento favorevole ai media, Chopra è pubblicamente reticente a svelare dettagli riguardo alla sua vita personale. Aveva accettato il ruolo di una delle protagoniste di Bharat, ma aveva rinunciato giorni prima di girare le sue scene. Nikhil Namit, produttrice del film, ha dichiarato di aver lasciato il gruppo a causa del suo fidanzamento con Nick Jonas e di averla accusata di essere "un po' poco professionale". Chopra e Jonas si sono fidanzati nell'agosto 2018 in una cerimonia a Punjabi Roka, Mumbai. Nel dicembre 2018 la coppia si è sposata al palazzo Umaid Bhawan, Jodhpur, durante le tradizionali cerimonie indù e cristiane. Il 21 gennaio 2022 la coppia annuncia, tramite i propri profili social, che hanno avuto una bambina tramite madre surrogata.

## Filmografia

### Attrice

#### Cinema
- Tamizhan, regia di A. Majid (2002)
- The Hero: Love Story of a Spy, regia di Anil Sharma (2003)
- Andaaz, regia di Raj Kanwar (2003)
- Plan, regia di Hriday Shetty (2004)
- Kismat, regia di Guddu Dhanoa (2004)
- Asambhav, regia di Rajiv Rai (2004)
- Mujhse Shaadi Karogi, regia di David Dhawan (2004)
- Aitraaz, regia di Abbas Alibhai Burmawalla e Mastan Alibhai Burmawalla (2004)
- Il prezzo del destino (Blackmail), regia di Anil Devgan (2005)
- Karam, regia di Sanjay F. Gupta (2005)
- Waqt: The Race Against Time, regia di Vipul Amrutlal Shah (2005)
- Yakeen, regia di Girish Dhamija (2005)
- Barsaat, regia di Suneel Darshan (2005)
- Bluffmaster, regia di Rohan Sippy (2005)
- Taxi Number 9211, regia di Milan Luthria (2006)
- 36 China Town, regia di Abbas Alibhai Burmawalla e Mastan Alibhai Burmawalla (2006)
- Alag, regia di Ashu Trikha (2006)
- Krrish, regia di Rakesh Roshan (2006)
- Un fidanzato in affitto (Aap Ki Khatir), regia di Dharmesh Darshan (2006)
- Don - The Chase Begins Again, regia di Farhan Akhtar (2006)
- Salaam-e-Ishq: A Tribute To Love, regia di Nikkhil Advani (2007)
- Big Brother, regia di Guddu Dhanoa (2007)
- Om Shanti Om, regia di Farah Khan (2007)
- My Name is Anthony Gonsalves, regia di Eeshwar Nivas (2008)
- Love Story 2050, regia di Harry Baweja (2008)
- God Tussi Great Ho, regia di Rumi Jaffrey (2008)
- Chamku, regia di Kabeer Kaushik (2008)
- Drona, regia di Goldie Behl (2008)
- Fashion, regia di Madhur Bhandarkar (2008)
- Appartamento per... 3 (Dostana), regia di Tarun Mansukhani (2008)
- What's your Rashee?, regia di Ashutosh Gowariker (2009)
- Anjaana Anjaani, regia di Siddharth Anand (2010)
- 7 Khoon Maaf, regia di Vishal Bhardwaj (2011)
- Ra.One, regia di Anubhav Sinha (2011)
- Don 2, regia di Farhan Akhtar (2011)
- Agneepath, regia di Karan Malhotra (2012)
- Teri Meri Kahaani, regia di Kunal Kohli (2012)
- Barfi!, regia di Anurag Basu (2012)
- Zanjeer, regia di Apoorva Lakhia (2013)
- Krrish 3, regia di Rakesh Roshan (2013)
- Mary Kom, regia di Omung Kumar (2014)
- Amore in alto mare (Dil Dhadakne Do), regia di Zoya Akhtar (2005)
- Bajirao Mastani, regia di Sanjay Leela Bhansali (2015)
- Baywatch, regia di Seth Gordon (2017)
- A Kid Like Jake, regia di Silas Howard (2018)
- Non è romantico? (Isn't It Romantic), regia di Todd Strauss-Schulson (2019)
- The Sky Is Pink, regia di Shonali Bose (2019)
- We Can Be Heroes, regia di Robert Rodriguez (2020)
- La tigre bianca (The White Tiger), regia di Ramin Bahrani (2021)
- Matrix Resurrections (The Matrix Resurrections), regia di Lana Wachowski (2021)
- Love Again, regia di James C. Strouse (2023)
- Capi di Stato in fuga (Heads of State), regia di Il'ja Najšuller (2025)

#### Televisione
- Quantico – serie TV, 57 episodi (2015-2018)
- Citadel – serie TV (2023-in corso)

### Doppiatrice
- Planes, regia di Klay Hall (2013)
- Il libro della giungla (The Jungle Book), regia di Jon Favreau (2016) Kaa versione Hindi
- Frozen II - Il segreto di Arendelle (Frozen II), regia di Jennifer Lee e Chris Buck (2019) Elsa versione Hindi

## Doppiatrici italiane
Nelle versioni in italiano dei suoi film, Priyanka Chopra è stata doppiata da:
- Domitilla D'Amico in Quantico, We Can Be Heroes, La tigre bianca, Citadel, Capi di Stato in fuga
- Francesca Manicone in Baywatch
- Valentina Favazza in Non è romantico?
- Eleonora Reti in Matrix Resurrections
- Gea Riva in Love Again

Da doppiatrice, viene sostituita da: 
- Domitilla D'Amico in Planes
- Giovanna Mezzogiorno ne Il libro della giungla
- Serena Autieri in Frozen II - Il segreto di Arendelle

## Discografia

### Singoli
- 2012 – In My City (feat. will.i.am)
- 2012 – Erase (con i The Chainsmokers)
- 2013 – Exotic (feat. Pitbull)
- 2014 – I Can't Make You Love Me
- 2015 – Meltdown (con N.A.S.A.)
- 2017 – Young and Free (con Will Sparks)

### Altri brani
- 2002 – Ullathai Killathe
- 2005 – Saajan Saajan
- 2016 – Need U (con Usher)
- 2019 – Kiss Me (dalla colonna sonora di Non è romantico?)
- 2019 – I Wanna Dance with Somebody (Who Loves Me) (dalla colonna sonora di Non è romantico?)
- 2019 – Express Yourself (dalla colonna sonora di Non è romantico?)

## Riconoscimenti

### Asian Film Awards[31]
- 2009 – Premio - Nielsen Box Office Award" for Outstanding Contribution to Asian Cinema

### Filmfare Awards[32][33][34]
- 2004 – Premio – Miglior attrice debuttante con Andaaz
- 2004 – Nomination - Miglior attrice non protagonista con Andaaz
- 2005 – Premio – Migliore interpretazione in un ruolo negativo con Aitraaz
- 2005 – Nomination - miglior attrice debuttante con Aitraaz
- 2009 – Premio – Miglior attrice con Fashion
- 2010 – Nomination - Miglior attrice con Kaminey
- 2012 – Premio – Premio della critica per la migliore attrice con 7 Khoon Maaf
- 2012 – Nomination - Miglior attrice con 7 Khoon Maaf
- 2013 – Nomination - Miglior attrice con Barfi!
- 2015 – Nomination - Miglior attrice con Mary Kom
- 2016 – Premio – Miglior attrice non protagonista con Bajirao Mastani

### People's Choice Awards[35]
- 2016 – Premio- Attrice preferita in una nuova serie TV con Quantico